# Barolo, Piemonte
Barolo är en ort och kommun i provinsen Cuneo i regionen Piemonte i Italien. Kommunen hade 690 invånare (2018).